# I Like It (canção de Cardi B, Bad Bunny e J Balvin)
"I Like It" é uma canção da rapper estadunidense Cardi B, em colaboração com o artista porto-riquenho Bad Bunny e o cantor colombiano J Balvin, contida em seu álbum de estreia, Invasion of Privacy (2018). A canção foi lançada em 25 de maio de 2018 em rádios americanas, por intermédio da Atlantic Records, como o quarto single do álbum. "I Like It" é uma canção de trap latino com a junção de uma batida trap-salsa. Jordan Thorpe e Klenord Raphael compuseram a canção, e J. White, Tainy, Craig Kallman e Invincible produziram-na. A canção contém uma demonstração de "I Like It Like That", com Tony Pabón, Manny Rodriguez e Benny Bonnilla creditados como co-compositores.
O trabalho de impulsionamento da música foi de outubro de 2017 a abril de 2018, com um videoclipe filmado em Pequena Havana, em Miami. "I Like It" atingiu a primeira posição da Billboard Hot 100 dos Estados Unidos, tornando-se o segundo single número um de Cardi B, e o primeiro tanto para Bad Bunny quanto para J Balvin. Além disso, entrou para as dez primeiras posições das paradas musicais do Canadá, Eslováquia, Espanha, Irlanda, Nova Zelândia, Portugal, Reino Unido e Suíça. O serviço de streaming Apple Music selecionou "I Like It" como a Canção do Ano de 2018; o single foi nomeado para Gravação do Ano para o Grammy Awards de 2019.

## Antecedentes e produção
Durante as sessões de gravação do Invasion of Privacy, Cardi e sua equipe escutavam a diferentes batidas para o processo criativo das músicas. A rapper experimentou diversas sonoridades, apesar de ter descartado várias que não compreendiam o seu estilo vocal. Craig Kallman propôs a Cardi para incluir uma canção no álbum que homenageasse suas raízes latinas, e então ela concordou. Kallman procurou, dentro de sua coleção de excertos latinos que usava quando era DJ, canções para formar o que havia sido proposto. Então, decidiu que "I Like It Like That" e "Oh That's Nice" serviria como demonstração, e convidou J White para a produção. White e Edgar Machuca trabalharam na produção, retalhando versos para "trazer mais coesão e melhor sonoridade" à canção. Cardi re-escreveu o gancho diversas vezes. Tainy e Invincible finalizaram a produção focando nas instrumentais. Os trabalhos, portanto, começaram em outubro de 2017, e foram finalizados em abril de 2018.

## Recepção crítica
Brittany Spanos, da Rolling Stone afirmou que "I Like It" era "a canção do verão", comentando: "[A canção] soa como se estivesse sido fabricada no laboratório de um louco cientista para reinar como a canção do verão de 2018. [...] Todos os elementos da canção são perfeitos para o verão: a combinação do trap e da salsa, a participação de duas grandes estrelas do reggaeton, bem como a demonstração de "I Like It Like That", de Pete Rodriguez." Hannah Giorgis, da revista The Atlantic, considerou "I Like It" como a canção o verão, comentando: "A canção é irresistível porque canaliza o melhor de Cardi B: a sensação de estar em casa. [...] Os versos de Bad Bunny e J Balvin completam a energia de Cardi e oferecem um dinamismo complementar." Neil Z. Yeung, do portal AllMusic, citou que a canção era um "destaque notável" do álbum.
A publicação americana Billboard nomeou "I Like It" como a melhor canção de 2018. O serviço de streaming Apple Music selecionou a Canção do Ano de 2018. A publicação Entertainment Weekly selecionou a canção como a décima quinta melhor canção do ano. A organização NPR selecionou-a como a oitava melhor canção, e o The Guardian como a nona melhor. Numa seleção para o The New York Times, Jon Pareles considerou "I Like It" como a décima melhor canção co ano.

## Desempenho comercial
Antes de seu lançamento como single, a música estreou em oitavo lugar na Billboard Hot 100, tornando-se a quinta entrada de Cardi B nas dez primeiras posições da parada musical, e a maior estreia de um álbum de 2018, durante a primeira semana de lançamento do álbum. Bad Bunny e J Balvin conquistaram seu primeiro e segundo top 10, respectivamente. Após o lançamento do videoclipe, a música subiu para a sétima posição. No relatório de 16 de junho, com "I Like It" e "Girls Like You", sua colaboração com Maroon 5 na quarta posição, Cardi B estreou dois singles nas primeiras posições da Billboard Hot 100 em 2018. Na semana seguinte, subiu para a segunda posição, concorrendo com "Sad!", do rapper XXXTentacion. Na décima segunda semana, atingiu a primeira posição, dando a Cardi sua segunda entrada na posição, tornando-se assim a primeira rapper feminina da história a conseguir este feito; Bad Bunny e J Balvin, portanto, marcaram sua primeira entrada na posição um da parada musical. Além disso, tornou-se a primeira artista feminina a alcançar a primeira posição com duas músicas de um álbum de estreia desde The Fame (2009), de Lady Gaga. "I Like It" alcançou a primeira posição da Billboard Digital Songs na vigésima semana de estreia, reivindicando a sexta maior permanência desde 2004. Além isso, Cardi B conseguiu a segunda entrada na primeira posição na Billboard Radio Songs. Internacionalmente, o single ficou entre as dez primeiras posições no Canadá, Irlanda, Nova Zelândia, Portugal, Eslováquia, Espanha, Suíça e Reino Unido.
Após atingir a primeira posição da Billboard Hot 100, a editora da Billboard Leia Cobo explicou sua notabilidade: "É parte de uma canção de canções espanholas e de influência espanhola na parada musical. [...] Esse aumento pode ser atribuído, pelo menos, devido ao streaming, que ampliou o espaço para a música latina que ainda é evitada nos mercados tradicionais, mas também reflete a abertura do mundo, apesar do estreitamento fronteiriço." "I Like It" também se tornou o primeiro single na posição número um — e também a primeira canção trap latina desse gênero — a entrar na Dance/Mix Show Airplay por intermédio de Cardi B, Bad Bunny e J Balvin; a entrada foi, portanto, beneficiada pelas reproduções em 80 estações de rádios Dance/EDM que incluíram a versão remix da música. "I Like It" foi a sexta música mais tocada de 2018 na Apple Music em todo o mundo; no Canadá, foi a sexta canção mais reproduzida do país.

## Videoclipe
O videoclipe que acompanha a música foi dirigido por Eif Rivera e filmado em março de 2018 em Pequena Havana, Miami. Uma prévia do clipe foi apresentada no vídeo de anúncio do YouTube Music em 23 de maio. Lançado em 29 de maio de 2018, o videoclipe abre com Cardi B em um bairro, seguido por cenas de Bad Bunny no ruas e J Balvin em um clube. Também apresenta cenas do trio se apresentando juntos.
O diretor Eif Rivera afirmou em uma entrevista que se inspirou no filme I Like It Like That (1994), cuja cena de abertura estava centrada em um bairro do sul do Bronx.
"I Like It" liderou a lista de músicas do verão de 2018 do YouTube nos Estados Unidos e ficou em quinto lugar no mundo. Em agosto de 2019, recebeu mais de um bilhão de visualizações.

## Apresentações ao vivo
Cardi B, Bad Bunny e J Balvin fizeram a primeira apresentação ao vivo de "I Like It" no Coachella Music Festival 2018 durante seu segundo fim de semana, em 22 de abril. O trio fez a primeira apresentação televisionada da música no American Music Awards de 2018. Com roupas e visuais coloridos, eles foram acompanhados por uma banda ao vivo composta por tocadores de trompete e bongô. Cardi iniciou a performance deitado sobre um palco circular rotativo; ela então arrancou o volumoso tule e fez uma dança de salsa. Bad Bunny foi levado para seu verso em um carrinho de supermercado, enquanto J Balvin se juntou a um grupo de DJs. A Billboard que avaliou a cerimônia a classificou como o melhor desempenho da noite.

## Prêmios e nomeações
| Ano  | Cerimônia                           | Categoria                  | Resultado | Ref.   |
| ---- | ----------------------------------- | -------------------------- | --------- | ------ |
| 2018 | iHeartRadio Much Music Video Awards | Song of the Summer         | Indicado  | [ 35 ] |
| 2018 | MTV Video Music Awards de 2018      | Song of Summer             | Venceu    | [ 36 ] |
| 2018 | BET Hip Hop Awards                  | Best Hip-Hop Video         | Indicado  | [ 37 ] |
| 2018 | BET Hip Hop Awards                  | Best Collabo, Duo or Group | Indicado  | [ 37 ] |
| 2018 | BET Hip Hop Awards                  | Single of the Year         | Indicado  | [ 37 ] |
| 2018 | Soul Train Music Awards             | Rhythm & Bars Award        | Indicado  | [ 38 ] |
| 2019 | Grammy Awards de 2019               | Record of the Year         | Venceu    | [ 4 ]  |

## Créditos
As informações abaixo foram retiradas do Tidal.
- Cardi B – vocais
- Bad Bunny – vocais
- J Balvin – vocais
- J. White Did It – produção
- Tainy – produção
- Craig Kallman – produção
- Invincible – co-produção
- Nick Seeley – produção adicional
- Colin Leonard – engenharia de masterização
- Juan Chaves – trompetes
- Michael Romero – vocais de apoio
- Sarah Sellers – vocais de apoio
- Nick Seeley – vocais de apoio
- Andrew Tinker – vocais de apoio
- Holly Seeley – vocais de apoio
- Leslie Brathwaite – mixagem

## Desempenho nas tabelas musicais

### Tabelas semanais
| Tabela musical (2018–19)               | Melhor posição |
| -------------------------------------- | -------------- |
| Argentina (Argentina Hot 100)          | 40             |
| Alemanha (GfK Entertainment Charts)    | 14             |
| Austrália (ARIA Charts)                | 14             |
| Áustria (Ö3 Austria Top 40)            | 14             |
| Bélgica (Ultratop 50 de Flandres)      | 19             |
| Bélgica (Ultratop 40 de Valônia)       | 21             |
| Canadá (Canadian Hot 100)              | 2              |
| Croácia (HDU)                          | 42             |
| Colômbia (Monitor Latino)              | 19             |
| Colômbia (National-Report)             | 19             |
| Escócia (OCC)                          | 13             |
| Eslováquia (IFPI Slovenská Republika)  | 7              |
| Espanha (PROMUSICAE)                   | 10             |
| Estados Unidos (Adult Top 40)          | 34             |
| Estados Unidos (Billboard 100)         | 1              |
| Estados Unidos (Dance Club Songs)      | 22             |
| Estados Unidos (Latin Airplay)         | 7              |
| Estados Unidos (Latin Pop Songs)       | 10             |
| Estados Unidos (Hot R&B/Hip-Hop Songs) | 1              |
| Estados Unidos (Mainstream Top 40)     | 3              |
| Estados Unidos (Rhythmic Top 40)       | 1              |
| Estados Unidos (Rolling Stone 100)     | 96             |
| Estônia (Eesti Singlid Tipp-40)        | 11             |
| Europa (Euro Digital Songs)            | 7              |
| França (SNEP)                          | 19             |
| Grécia (Greece Digital Songs)          | 1              |
| Hungria (Dance Top 40)                 | 9              |
| Hungria (Single Top 40)                | 12             |
| Hungria (Stream Top 40)                | 10             |
| Irlanda (IRMA)                         | 10             |
| Islândia (Íslenski Listinn Topp 40)    | 12             |
| Israel (Media Forest)                  | 1              |
| Itália (FIMI)                          | 24             |
| Letônia (Latvijas Radio)               | 7              |
| Lituânia (AGATA)                       | 50             |
| México (AMPROFON)                      | 8              |
| Noruega (VG-lista)                     | 20             |
| Nova Zelândia (Recorded Music NZ)      | 7              |
| Países Baixos (Dutch Top 40)           | 20             |
| Países Baixos (Single Top 100)         | 30             |
| Peru (Monitor Latino)                  | 12             |
| Portugal (AFP)                         | 9              |
| Polônia (ZPAV)                         | 50             |
| Reino Unido (UK Singles Chart)         | 8              |
| Reino Unido (UK R&B Chart)             | 3              |
| República Checa (IFPI Česká Republika) | 11             |
| República Dominicana (Monitor Latino)  | 2              |
| Romênia (Romanian Top 100)             | 15             |
| Singapura (RIAS)                       | 29             |
| Suécia (Sverigetopplistan)             | 24             |
| Suíça (Schweizer Hitparade)            | 8              |

| Tabela musical (2018)                  | Posição |
| -------------------------------------- | ------- |
| Alemanha (Official German Charts)      | 40      |
| Austrália (ARIA Singles Chart)         | 36      |
| Áustria (Ö3 Austria Top 40)            | 24      |
| Bélgica (Ultratop de Flanders)         | 51      |
| Bélgica (Ultratop 40 de Valônia)       | 64      |
| Canadá (Canadian Hot 100)              | 10      |
| Colômbia (Monitor Latino)              | 62      |
| Costa Rica (Monitor Latino)            | 76      |
| Dinamarca (Tracklisten)                | 53      |
| El Salvador (Monitor Latino)           | 43      |
| Espanha (PROMUSICAE)                   | 18      |
| Estados Unidos (Billboard Hot 100)     | 7       |
| Estados Unidos (Hot R&B/Hip-Hop Songs) | 2       |
| Estados Unidos (Latin Airplay)         | 22      |
| Estados Unidos (Mainstream Top 40)     | 21      |
| Estados Unidos (Rhythmic)              | 2       |
| Estônia (IFPI)                         | 30      |
| Honduras (Monitor Latino)              | 51      |
| Hungria (Dance Top 40)                 | 54      |
| Hungria (Single Top 40)                | 74      |
| Hungria (Stream Top 40)                | 29      |
| Irlanda (IRMA)                         | 31      |
| Israel (Galgalatz)                     | 15      |
| Itália (FIMI)                          | 59      |
| Nova Zelândia (Recorded Music NZ)      | 23      |
| Países Baixos (Single Top 100)         | 74      |
| Panamá (Monitor Latino)                | 90      |
| Paraguai (Monitor Latino)              | 36      |
| Peru (Monitor Latino)                  | 69      |
| Reino Unido (Official Charts Company)  | 23      |
| República Dominicana (Monitor Latino)  | 36      |
| Romênia (Kiss FM)                      | 83      |
| Suécia (Sverigetopplistan)             | 73      |
| Suíça (Schweizer Hitparade)            | 21      |
| Tabela musical (2019)                  | Posição |
| Canadá (Canadian Hot 100)              | 79      |
| Estados Unidos (Billboard Hot 100)     | 69      |

| Tabela musical (2010–19)           | Posição |
| ---------------------------------- | ------- |
| Estados Unidos (Billboard Hot 100) | 56      |

## Vendas e certificações
| Região | Certificação | Vendas     |
| --- | ------------ | ---------- |
| Argentina (CAPIF) | Ouro         | 10,000^    |
| Alemanha (BVMI) | Ouro         | 200,000*   |
| Austrália (ARIA) | 4× Platina   | 280,000^   |
| Áustria (IFPI Áustria) | Platina      | 40,000*    |
| Bélgica (BVMI) | Ouro         | 20,000*    |
| Canadá (Music Canada) | 6× Platina   | 480,000‡   |
| Dinamarca (IFPI Dinamarca) | Platina      | 90,000^    |
| Espanha (PROMUSICAE) | 2× Platina   | 80,000^    |
| Estados Unidos (RIAA) | 8× Platina   | 8,000,000‡ |
| França (SNEP) | Platina      | 200,000*   |
| Itália (FIMI) | 2× Platina   | 100,000‡   |
| Noruega (IFPI Noruega) | 6× Platina   | 60,000‡    |
| Nova Zelândia (RMNZ) | Platina      | 30,000*    |
| Polônia (ZPAV) | 2× Platina   | 40,000^    |
| Portugal (AFP) | Ouro         | 10,000‡    |
| Reino Unido (BPI) | Platina      | 600,000‡   |
| Suíça (IFPI Suíça) | 2× Platina   | 40,000^    |
| *vendas baseadas apenas na certificação ^distribuições baseadas apenas na certificação ‡vendas+valores de streaming baseados apenas na certificação |              |            |

## Histórico de lançamento
| Região         | Data                 | Formato(s)                       | Versão                 | Gravadora(s) | Ref.            |
| -------------- | -------------------- | -------------------------------- | ---------------------- | ------------ | --------------- |
| Itália         | 25 de maio de 2018   | Rádio de sucessos contemporâneos | Original               | Warner       | [ 2 ]           |
| Grécia         | 25 de maio de 2018   | Rádio de sucessos contemporâneos | Original               | Warner       | [ 1 ]           |
| Estados Unidos | 29 de maio de 2018   | Rádio de sucessos contemporâneos | Original               | KSR Atlantic | [ 145 ]         |
| Estados Unidos | 29 de maio de 2018   | Contemporâneo urbano             | Original               | KSR Atlantic | [ 146 ]         |
| Mundo          | 22 de junho de 2018  | Download digital streaming       | Dillon Francis (remix) | Atlantic     | [ 147 ]         |
| Itália         | 27 de junho de 2018  | Rádio de sucessos contemporâneos | Dillon Francis (remix) | Warner Music | [ 148 ]         |
| Estados Unidos | 28 de junho de 2018  | Disco de vinil                   | Original               | Atlantic     | [ 149 ] [ 150 ] |
| Canadá         | 28 de junho de 2018  | Disco de vinil                   | Original               | Atlantic     | [ 149 ] [ 150 ] |
| Alemanha       | 2 de julho de 2018   | Disco de vinil                   | Original               | Warner Music | [ 149 ] [ 150 ] |
| Suíça          | 2 de julho de 2018   | Disco de vinil                   | Original               | Warner Music | [ 149 ] [ 150 ] |
| Alemanha       | 24 de agosto de 2018 | Download digital streaming       | Remix                  | Warner Music | [ 151 ]         |